# Discografia de Henry Lau
A discografia de Henry Lau, um cantor canadense de música pop, consiste em dois extended plays, dois singles e várias colaborações.
Seu primeiro EP, Trap, foi lançando em 7 de junho de 2013, juntamente com seu primeiro single oficial homônimo.

## Álbuns

### Extended plays
| Trap                                                                                     | - Lançamento: 7 de junho de 2013 - Gravadora: SM Entertainment - Formato: CD, download digital  | 2 | - KOR: 38,388+ |
| Fantastic                                                                                | - Lançamento: 14 de julho de 2014 - Gravadora: SM Entertainment - Formato: CD, download digital | 2 | - KOR:         |
| "—" indica lançamentos que não figuraram nas paradas ou não foram lançados nessa região. |                                                                                                 |   |                |

## Singles

### Como artista principal
| "Trap" (feat. Taemin e Kyuhyun)                                                          | 2013 | 28 | 18 |  | Trap      |
| "1-4-3 (I Love You)" (feat. Amber Liu)                                                   | 2013 | 37 | —  |  | Trap      |
| "Fantastic"                                                                              | 2014 | 18 | —  |  | Fantastic |
| "—" indica lançamentos que não figuraram nas paradas ou não foram lançados nessa região. |      |    |    |  |           |

### Como artista convidado
| "One Dream" (BoA feat. Henry Lau e Key)                                                  | 2012 | 34 | 51 |  | Only One |
| "—" indica lançamentos que não figuraram nas paradas ou não foram lançados nessa região. |      |    |    |  |          |

## Colaborações
| "Don't Lie" (Jonghyun e Jino feat. Henry Lau)                                            | 2010 | — | — | SM the Ballad Vol. 1 – Miss You |
| "Maxstep" (com Younique Unit)                                                            | 2012 | — | — | PYL Younique Volume 1           |
| "Love That I Need" (Donghae&Eunhyuk feat. Henry Lau)                                     | 2014 | — | — | Ride Me                         |
| "—" indica lançamentos que não figuraram nas paradas ou não foram lançados nessa região. |      |   |   |                                 |

## Trilhas sonoras
| "That's Love" (Donghae feat. Henry Lau)                                                  | 2011 | — | — | Skip Beat! OST   |
| "Good Life" (com Tiffany Hwang)                                                          | 2014 | — | — | Final Recipe OST |
| "—" indica lançamentos que não figuraram nas paradas ou não foram lançados nessa região. |      |   |   |                  |